# Jardin de la Butte-Bergeyre
Le jardin de la Butte-Bergeyre est un espace vert situé sur la butte Bergeyre dans le 19e arrondissement de Paris, dans le quartier du Combat. Il comprend le jardin partagé de la Butte Bergeyre ainsi qu'un petit vignoble, le clos des Chaufourniers.

## Situation et accès
Situé sur la butte Bergeyre, le jardin partagé dispose d'un accès à l'angle de la rue Georges-Lardennois (au niveau du no 78) et de la rue Rémy-de-Gourmont. Le vignoble lui n'est pas ouvert au public pour des raisons de sécurité. Le jardin partagé, quant à lui, est ouvert deux fois par semaine, le samedi après-midi et le dimanche matin, ainsi que de façon plus aléatoire au gré de la présence des jardiniers. 
Il est desservi par la ligne 7 bis à la station Bolivar.

## Origine du nom
Il doit son nom à sa situation, sur la butte Bergeyre.

## Historique
Anciennement appelé « jardin des Chaufourniers », le jardin partagé est inauguré le 26 septembre 2004 pour la Fête des jardins. Il offre un large panorama sur Montmartre et abrite plusieurs espèces d’arbres, de plantes, de fleurs et plantes aromatiques (figuiers, néfliers, lavandes,…) sur des espaces communs et une dizaine de parcelles individuelles d'un mètre carré.
Un espace clos abrite six ruches qui ont permis en 2013 la récolte de 170 kilos de miel. Les enfants disposent d'un petit espace de jeu.
Le jardin de la butte Bergeyre abrite également un petit vignoble fermé au public, le clos des Chaufourniers, produisant environ 100 litres de vin par an. La premières récolte a eu lieu en 2010 et les raisins sont pressés à Bercy. Les cépages plantés depuis 1995 sont principalement du chardonnay additionné de sauvignon, de muscat et de chasselas (60 ceps) et du pinot noir (180 ceps depuis 2010) sur une surface totale de 600 mètres carrés.
Au nord du jardin, rue Georges-Lardennois, était située la villa moderniste Zilvelli bâtie en 1933 par l'architecte Jean Welz. 

## Galerie

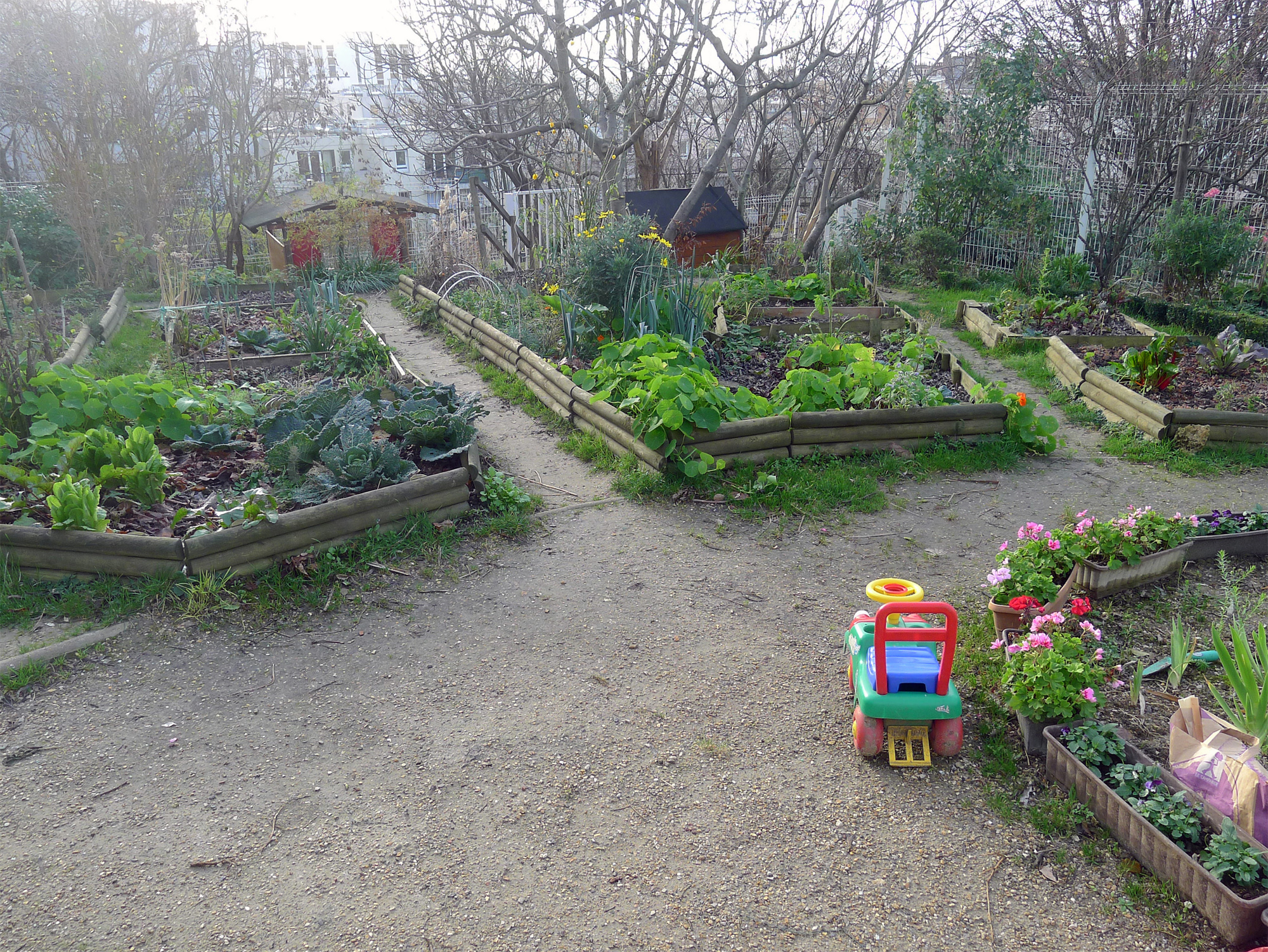
Le jardin partagé est ouvert à tous.
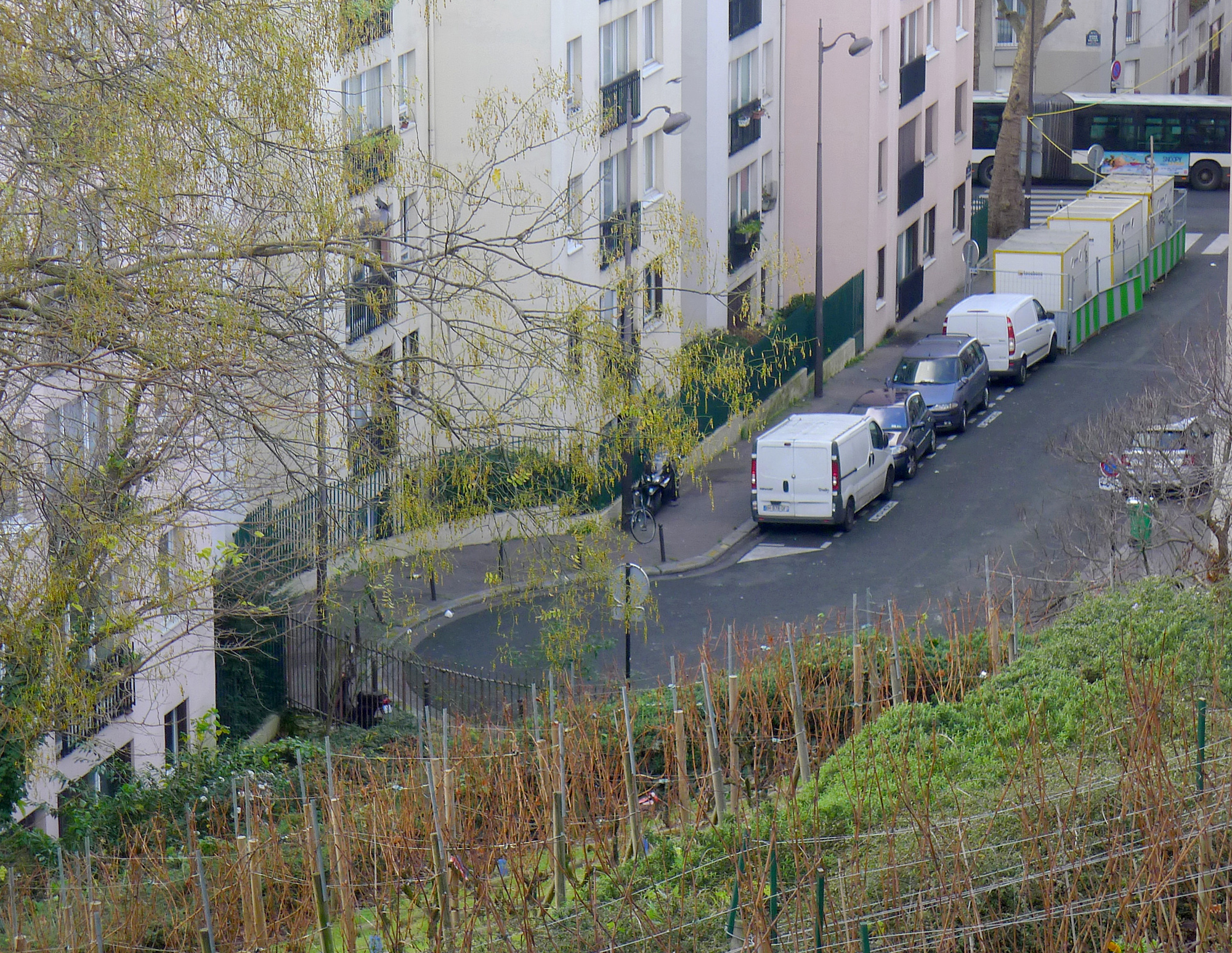
Rue et clos des Chaufourniers depuis la butte Bergeyre.
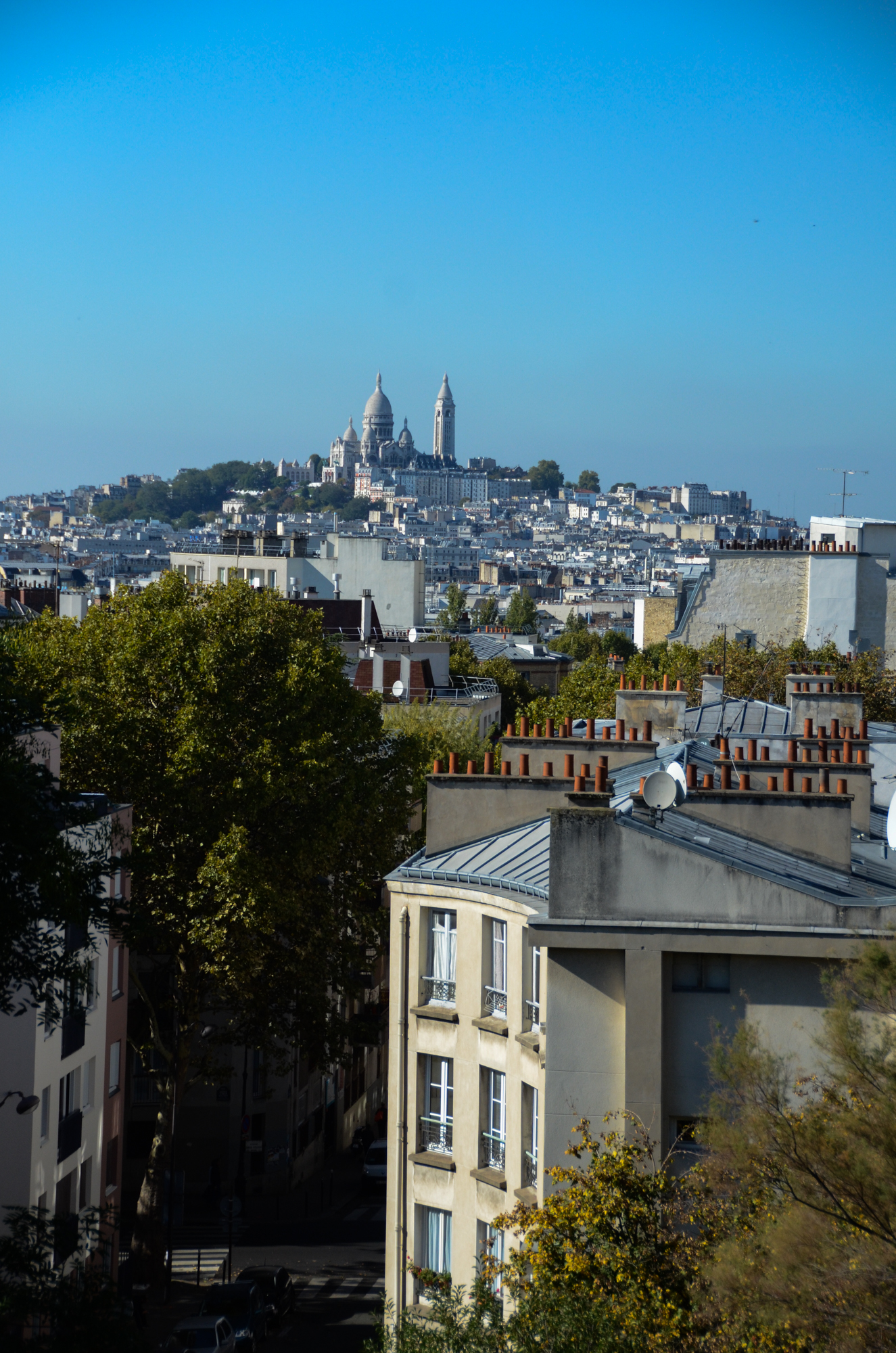
Au loin, le Sacré-Cœur.
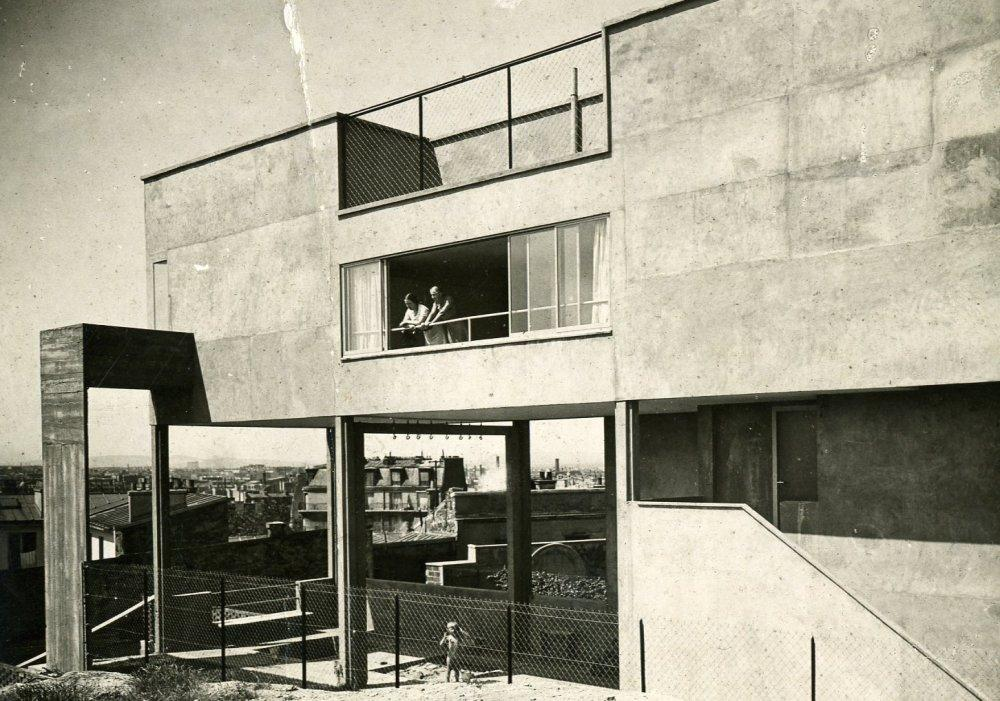
La villa Zilvelli en 1933, année de sa construction.